# Majmaa Tolba
Majmaa Tolba (en àrab مجمع الطلبة, Majmaʿ aṭ-Ṭalba; en amazic ⵎⵊⵎⵄ ⵟⵯⵍⴱⴰ) és una comuna rural de la província de Khémisset, a la regió de Rabat-Salé-Kenitra, al Marroc. Segons el cens de 2014 tenia una població total de 12.609 persones.